# Горошек лесной
Горо́шек лесно́й (лат. Vícia sylvática) — травянистое растение, вид рода Горошек (Vicia) семейства Бобовые (Fabaceae). Кормовая трава высокого достоинства.
Евразиатское лесное вьющееся растение с перисто-сложными листьями с усиками. Цветки беловатые, с фиолетовыми жилками.

## Ботаническое описание

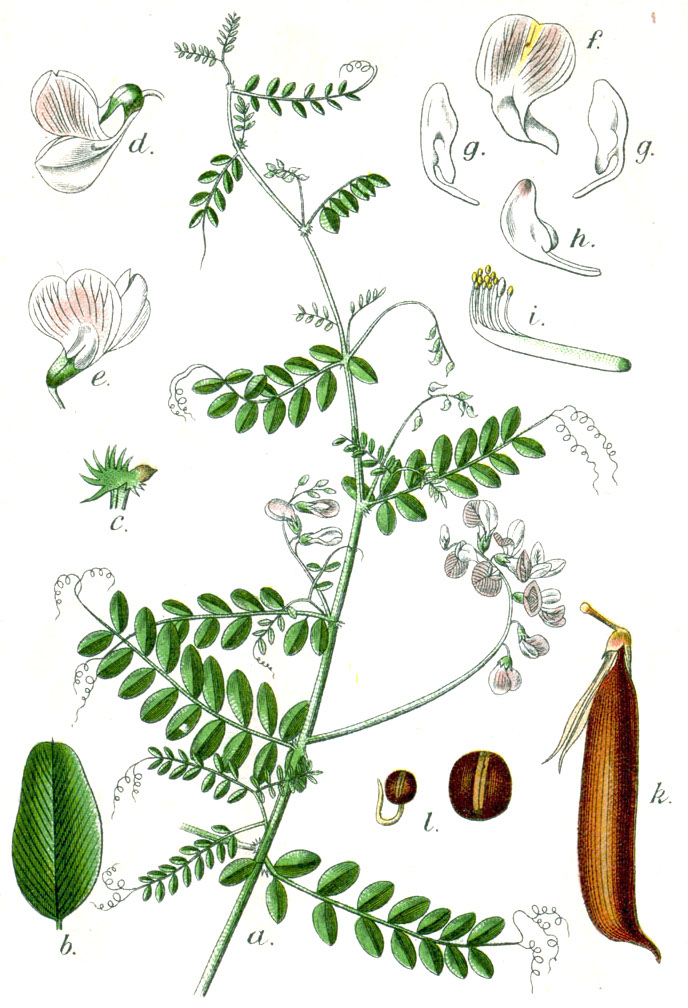

Голое многолетнее травянистое растение с вьющимся стеблем до 1,5 м длиной. Листья перисто-сложные, с 5-10 парами продолговато-эллиптических листочков до 2 см длиной, заканчивающиеся разветвлённым усиком. Часто парные листочки несколько сдвинуты друг относительно друга. Прилистники длиннобахромчато-надрезанные, 4-6 мм.
Соцветия — негустые кисти с 8-25 цветками. Венчик беловатый, с фиолетовыми жилками, до 1,5 см длиной. Чашечка с неравными узкими зубцами, нижние превышают по длине верхние.
Бобы до 2,5-3 см длиной и 6-8 мм шириной, линейно-ланцетные, при созревании черноватые. Семена продолговато-яйцевидные, с рубчиком, охватывающим две трети окружности семени.

## Распространение
Широко распространённое в Европе и умеренных регионах Азии растение. Встречается по лесам и опушкам, среди кустарников.

## Химический состав
В 1 кг корма содержится 88 мг каротина.
| Фаза        | От абсолютного сухого вещества в % | От абсолютного сухого вещества в % | От абсолютного сухого вещества в % | От абсолютного сухого вещества в % | От абсолютного сухого вещества в % |
| Фаза        | золы                               | протеина                           | жира                               | клетчатки                          | БЭВ                                |
| ----------- | ---------------------------------- | ---------------------------------- | ---------------------------------- | ---------------------------------- | ---------------------------------- |
| До цветения | 8,6                                | 27,1                               | 5,0                                | 23,6                               | 35,7                               |
| Цветение    | 10,8                               | 21,8                               | 2,0                                | 28,1                               | 37,3                               |

## Значение и применение
Хорошо поедается всеми сельскохозяйственными животными. На Крайнем Севере хорошо поедается северным оленем (Rangifer tarandus).

## Классификация

### Таксономия
Vicia sylvatica L., 1753, Sp. Pl.: 734
Вид Горошек лесной относится к роду Горошек (Vicia) подсемейства Мотыльковые (Papilionoideae) семейства Бобовые (Fabaceae) порядка Бобовоцветные (Fabales). Таксономическая схема в соответствии с Системой APG IV по состоянию на декабрь 2023 года:
|  |                                      |  |                                   |                                   |                   |  | ещё 3 семейства | ещё 3 семейства   |                          |  |  |  | еще 523 рода                                                    | еще 523 рода   |  |  |
|  |                                      |  |                                   |                                   |                   |  | ещё 3 семейства | ещё 3 семейства   |                          |  |  |  | еще 523 рода                                                    | еще 523 рода   |  |  |
|  |                                      |  |                                   | порядок Бобовоцветные             |                   |  |                 |                   | подсемейство Мотыльковые |  |  |  |                                                                 | Горошек лесной |  |  |
|  |                                      |  |                                   | порядок Бобовоцветные             |                   |  |                 |                   | подсемейство Мотыльковые |  |  |  |                                                                 | Горошек лесной |  |  |
|  | отдел Цветковые, или Покрытосеменные |  |                                   |                                   | семейство Бобовые |  |                 |                   | род Горошек              |  |  |  |                                                                 |                |  |  |
|  | отдел Цветковые, или Покрытосеменные |  |                                   |                                   |                   |  |                 |                   |                          |  |  |  |                                                                 |                |  |  |
|  |                                      |  | ещё 63 порядка цветковых растений | ещё 63 порядка цветковых растений |                   |  |                 | еще 5 подсемейств | еще 5 подсемейств        |  |  |  | еще 296 подтвержденных видов и 52 вида, ожидающих подтверждения |                |  |  |
|  |                                      |  |                                   | ещё 63 порядка цветковых растений |                   |  |                 |                   | еще 5 подсемейств        |  |  |  |                                                                 |                |  |  |

### Синонимы
- Cracca sylvatica (L.) Opiz
- Ervilia sylvatica (L.) Schur
- Ervum silvaticum (L.) Peterm.
- Vicia foetens Gilib.
- Vicia halleri Crantz
- Vicia silvatica sensu auct.
- Vicia sylvatica var. violacea Behm
- Vicia tetragona Desf.
- Vicilla sylvatica (L.) Schur
- Vicioides sylvatica (L.) Moench